# Église Saint-Jacques de Montauban
L'église Saint-Jacques de Montauban est une église catholique située à Montauban, dans le département français du Tarn-et-Garonne en région Occitanie.

## Localisation
L'église est située dans le centre historique de la ville de Montauban, chef-lieu du département de Tarn-et-Garonne.

## Historique
L'église a été bâtie au XIIIe siècle, peu après la fondation de la ville. C'est le plus ancien monument historique de Montauban. Avec le pont Vieux, ce sont les deux vestiges de la cité datant du Moyen Âge et toujours utilisés.
Pendant les guerres de Religion, le 15 août 1561, les calvinistes abattent la voûte et la flèche et l’église est pillée, les catholiques rassemblés dans l’église tués. Le clocher octogonal de style toulousain repose sur une base fortifiée qui porte encore les traces des boulets de canon depuis le siège de 1621 par Louis XIII. En 1629, Richelieu ordonne la reconstruction de l'église Saint-Jacques.

## Description
Elle est édifiée en brique comme la majorité des constructions de la vallée de la Garonne. Le clocher octogonal est typique des églises du pays toulousain. L'édifice est de style gothique méridional. Mais on remarquera quelques ajouts plus tardifs : les entrées Sud et Nord sur les bas-côtés, de style classique (XVIIe siècle) et l'entrée Ouest de style néoroman (XIXe siècle). 
L'édifice est classé au titre des monuments historiques en 1918.
De nombreux objets sont référencés dans la base Palissy (voir les notices liées).
Au dessus du portail, néoroman du XIXe siècle, se trouve une mosaïque représentant "la Vision d'Ézéchiel" (d'après Raphaël) réalisée par Raymond et Paul Balze en 1891.

### L'intérieur
La structure est très simple avec une nef unique, de style gothique méridional. Elle est flanquée de trois chapelles de part et d'autre. La deuxième à droite est dédiée à saint Jacques, patron de l'église.
Elle est l'œuvre de Jean-Marie-Joseph Ingres, le père du célèbre peintre. Juste à côté, la chaire en bois sculpté est de style baroque.

## Galerie

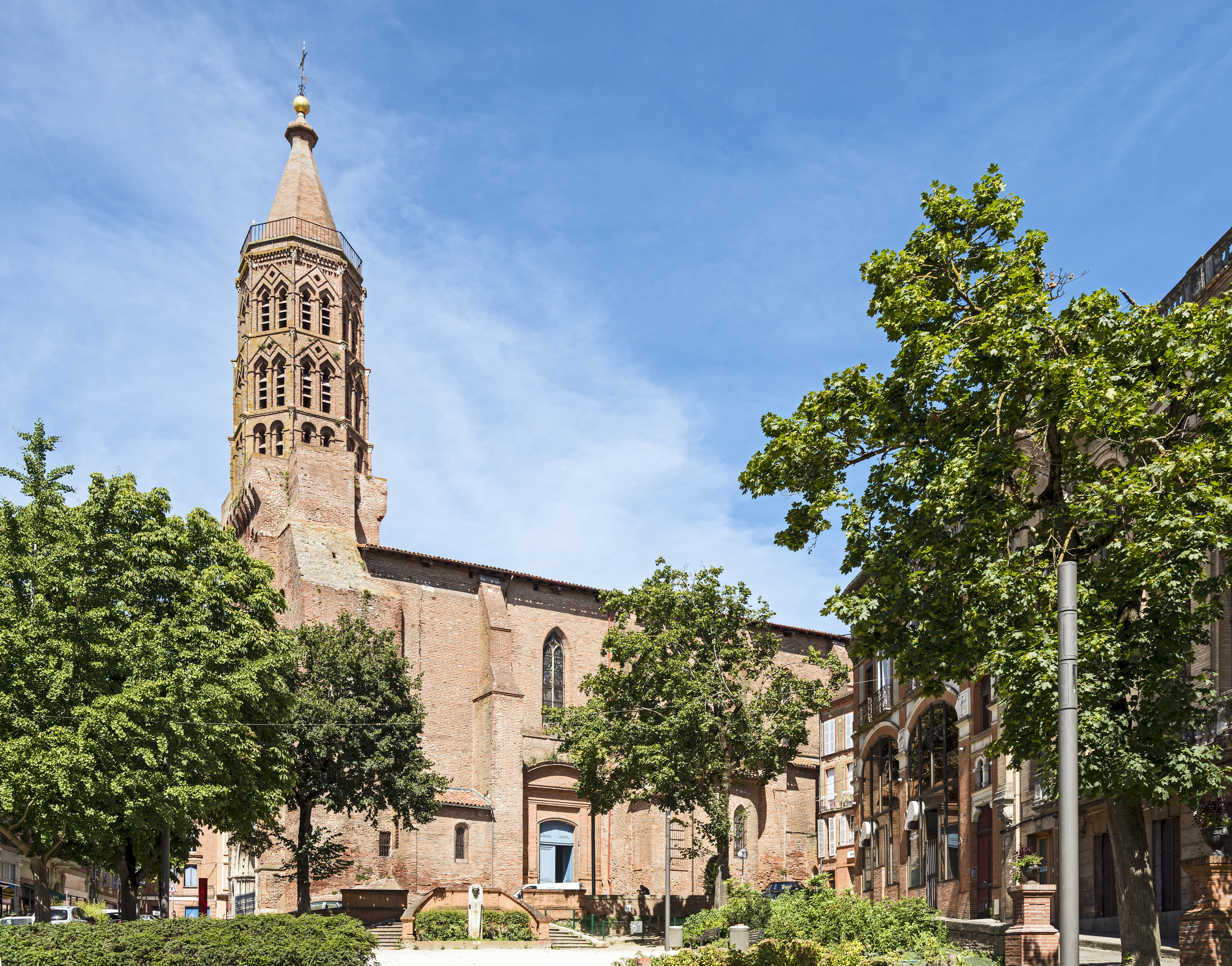
Saint-Jacques de Montauban vue du Musée Ingres
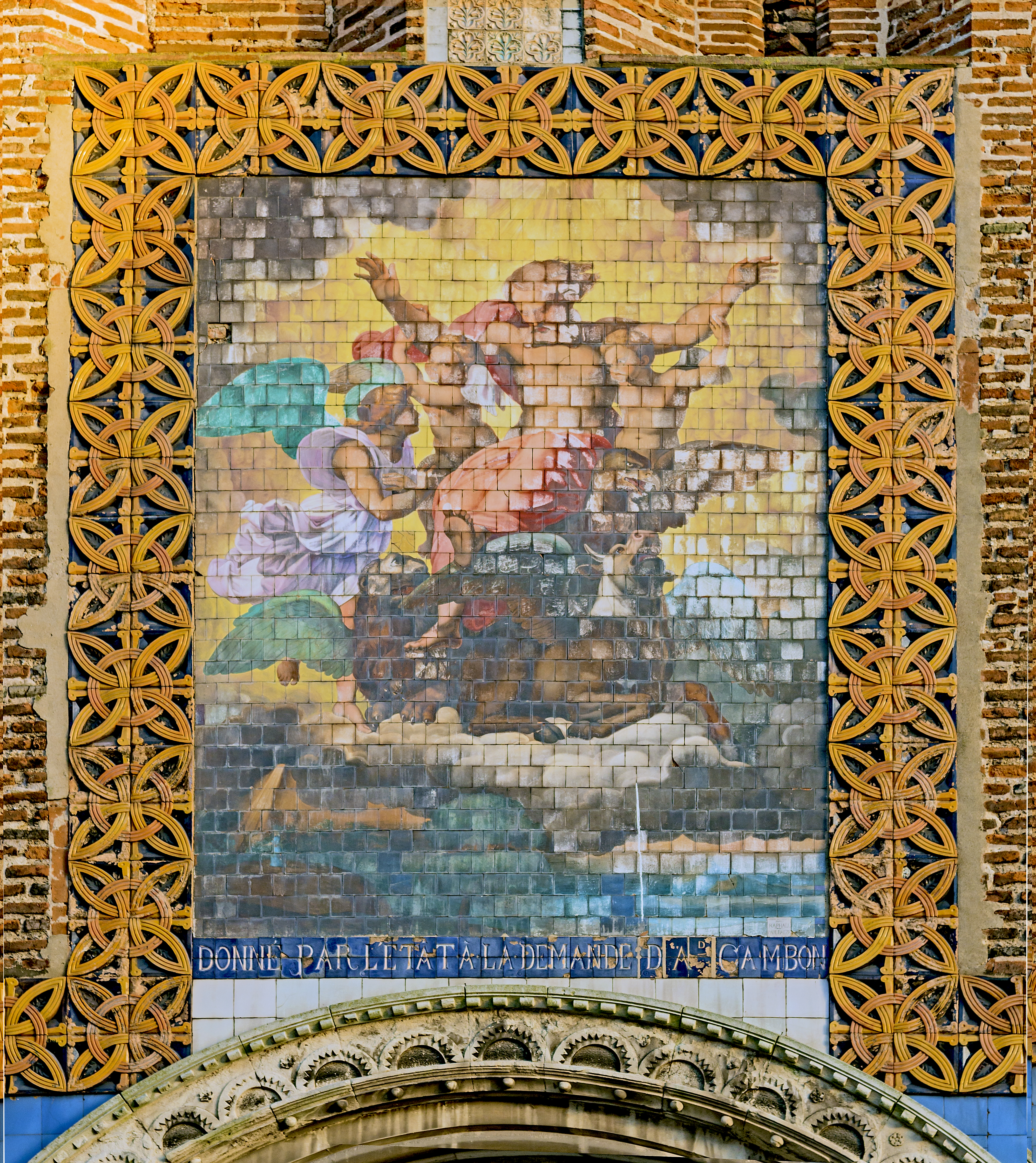
Mosaïque de la façade, inspirée de La Vision d'Ézéchiel
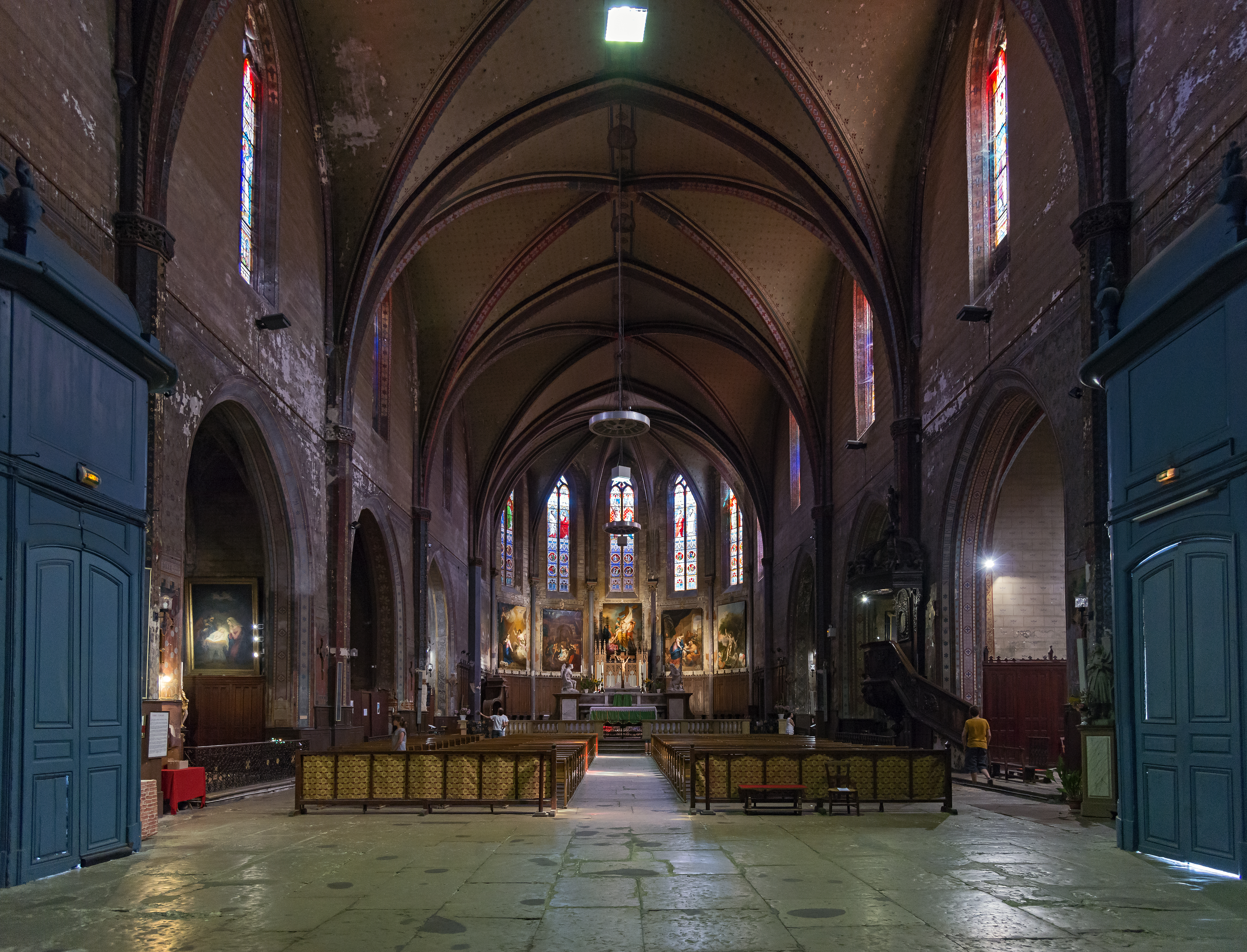
Vue générale de l’intérieur
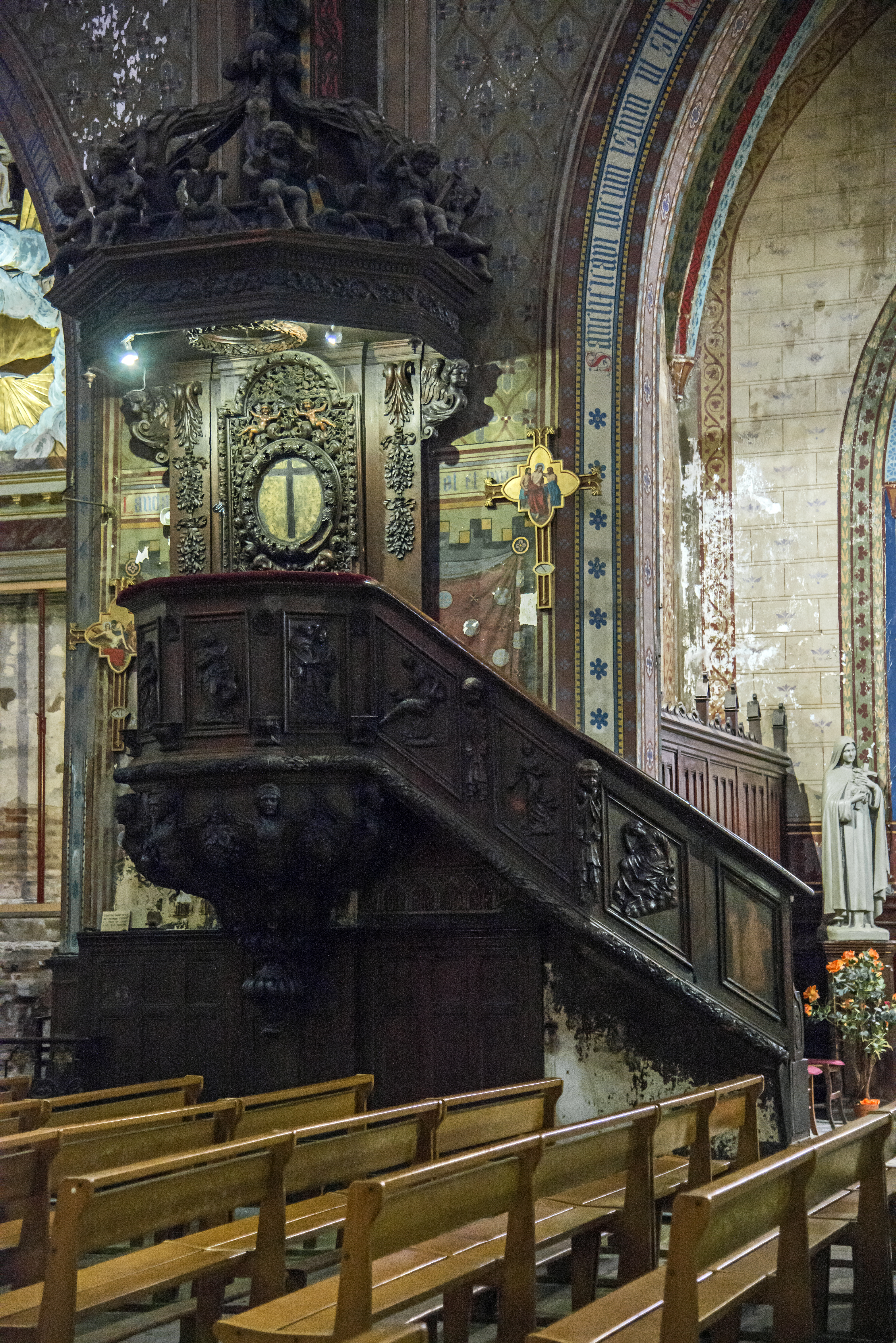
La chaire baroque